# Eupatorus
Genre
Eupatorus est un genre de coléoptères de la sous-famille des Dynastinae. Les espèces de ce genre sont présentes en Asie du Sud-Est et en Océanie.

## Dénomination
Le genre a été décrit par l'entomologiste germano-argentin Hermann Burmeister en 1847, sous le nom d'Eupatorus.

### Nom vernaculaire
- Scarabée à cinq cornes.

## Taxinomie
Liste des espèces :
- Eupatorus becarii (Gestro, 1876)
- Eupatorus birmanicus (Arrow, 1908)
- Eupatorus endoi (Nagai, 1999)
- Eupatorus gracilicornis (Arrow, 1908)
- Eupatorus hardwickei (Hope, 1831)
- Eupatorus koletta (Voirin, 1978)
- Eupatorus siamensis (Laporte-Castelnau, 1867)
- Eupatorus sukkiti (Miyashita & Arnaud, 1996)